# 12怪盜
《12怪盗》（英語：We 12）是一部2023年於香港拍攝的偶像喜劇。由MakerVille公司製作，何國敏執導，張麗思編劇，MIRROR全隊成員首部主演的電影作品。

## 劇情
在這個尋常得有點不尋常的世界，一群「暗黑科研組織」企圖想征服全地球，幸運的是，有一個地下組織名叫「怪盜公會」能夠對付，組織內有12個天才怪盜各自身懷絕技 —— 怪盜Ian擅長策劃、怪盜KT精通催眠、怪盜Stanley擅於竊聽、怪盜A.Lo身手靈活、怪盜Edan游繩技術一流、怪盜Jer可以瞬間變裝、怪盜Tiger懂得遠距離讀唇、怪盜Alton是世界級駭客、怪盜AK掌握動物傳心術、怪盜Lokman熟悉解鎖技術、怪盜Frankie第六感最強，而怪盜Jeremy則天生擁有超級記憶力，可以快速閱讀大量資料並過目不忘。他們是怪盜公會中的明星級成員。
一天接到波士指示，12人於總部集合，奉命完成一宗將會影響全地球的重要個案。此時最大考驗就是12子數年來聚少離多，各有各忙，所以默契欠奉，面對波士甚為重視的個案，12人久別之後再度合作，既要重新燃起團魂，又要面對公會頭號大敵保安經理Johnny的阻攔，任務殊不輕易。
是次任務受關注環保的巨富委託，需從暗黑科學家頒獎禮中盜取得獎作品「多重宇宙滅蚊燈」，阻止發明破壞地球生態平衡。12 子本來信心滿滿，認為任務可以簡單完成，結果因為太自信，而且每個人的辦事手法亦太自我中心，輕視了合作精神，終不慎跌入 Johnny 預早設下的圈套。
痛定思痛,隊員終醒覺團隊合作的真諦..「不需要每個人也成為第一,我們要做的是整個團隊成為第一」
12 子與詭計多端的 Johnny 終極對決。Johnny 要脅 12 怪盜作出生死抉擇。

## 演員
| 演員           | 角色        | 介紹                                |
| -------------- | ----------- | ----------------------------------- |
| 楊樂文         | 怪盜Lokman  | 技能：解鎖                          |
| 江𤒹生         | 怪盜A.K.    | 技能：動物傳心                      |
| 姜濤           | 怪盜K.T.    | 技能：催眠                          |
| 盧瀚霆         | 怪盜A.Lo    | 技能︰身手                          |
| 呂爵安         | 怪盜Edan    | 技能：游繩                          |
| 陳卓賢         | 怪盜Ian     | 技能：策劃力                        |
| 柳應廷         | 怪盜Jer     | 技能：喬裝                          |
| 李駿傑         | 怪盜Jeremy  | 技能：記憶力                        |
| 王智德         | 怪盜Alton   | 技能：網絡攻擊                      |
| 陳瑞輝         | 怪盜Frankie | 技能：第六感                        |
| 邱傲然         | 怪盜Tiger   | 技能：讀唇                          |
| 邱士縉         | 怪盜Stanley | 技能：竊聽                          |
| 吳保錡         | 怪盜Poki    |                                     |
| 梁業           | 怪盜Fatboy  |                                     |
| 郭嘉駿         | 怪盜193     |                                     |
| 何啟華         | 怪盜Dee     |                                     |
| 楊偉倫         | Johnny      | 世一保安公司領導者                  |
| 葛綽瑤         |             | 怪盜公會中介人                      |
| 林明禎         | 公主        |                                     |
| 郭栢榮         | 教授        | 暗黑科學家 「多重宇宙滅蚊燈」發明者 |
| 黃德斌（聲演） |             | 怪盜公會Boss                        |

## 製作
- 2023年3月13日，本片開通官方Facebook及Instagram帳號，並公開新戲造型照。[5]
- 2023年3月15日，本片在《香港國際影視節展》在香港國際影視展的發布會上，宣布電影詳情。[6]
- 2023年5月3日，本片舉行電影開鏡禮。[7]

## 票房
香港获得2231万港元，排名年度华语片第6位。
| 上一届： 《沙丘瀚戰：第二章》 | 2024年香港一週票房冠軍 第13週 | 下一届： 《哥斯拉×金剛：新帝國》 |
| 上一届： 《沙丘瀚戰：第二章》 | 2024年香港週末票房冠軍 第13週 | 下一届： 《哥斯拉×金剛：新帝國》 |

## 外部連結
- 官方网站
- 12怪盜的Facebook專頁
- 12怪盜的Instagram帳戶
- 香港影庫上《12怪盜》的資料（繁體中文）
- 豆瓣电影上《12怪盜》的資料 （简体中文）
- 互联网电影数据库（IMDb）上《12怪盜》的资料（英文）